# Johannes Mauropous
Johannes Mauropous (Grieks: Ἰωάννης Μαυρόπους) was een Byzantijnse dichter en auteur van brieven en redevoeringen en leefde in de 11e eeuw.

## Biografie
Johannes Mauropous ('Zwarte voet') werd geboren in Paflagonië rond het jaar 1000. Hij migreerde naar Constantinopel en kreeg snel reputatie als leerkracht. Zijn belangrijkste leerling was Michaël Psellos. Psellos introduceerde Mauropous bij keizer Constantijn IX Monomachos (1042-1055). Enkele jaren behoorde Mauropous tot de bevoordeelde groep van dichters en geleerden die Constantijn sponsorde en hij trad op als redenaar. Maar om een onbekende reden, vielen deze vrienden uit de gunst rond het jaar 1050. Daardoor, werd Mauropous (waarschijnlijk) benoemd tot Metropoliet van Euchaita. In veel brieven klaagde Mauropous over zijn 'eervolle ballingschap' en vroeg zijn vriend Psellos om bij de keizer een goed woordje te doen om hem terug te halen naar de hoofdstad. Tegen het einde van zijn leven lijkt dat gelukt te zijn, want hij trok zich terug in het klooster van agia Petra in Constantinopel, waar hij waarschijnlijk stierf in de jaren 1070.

## Geschriften
Het lijkt dat Mauropous tijdens zijn leven een collectie van zijn literaire werken heeft voorbereid. Het manuscript Vaticano Graeco 676 is een kopie van die collectie. Die collectie bestaat uit 99 gedichten (epigrammen, polemische en autobiografische gedichten, begrafenisredes in versvorm), 77 brieven en 13 redevoeringen (meestal met een religieuze inslag).
Daarnaast verzorgde Mauropous ook een heel aantal liturgische canons. Hij wordt aangezien voor een van de voorlopers van de literaire mentaliteit van de 11e eeuw die streefde naar een symbiose van christelijke en klassieke cultuur. Dit linkt hem met zijn leerling Psellos en andere tijdgenoten als Christophorus van Mytilene. Een belangrijk thema in zijn gedichten en brieven zijn de wisselvalligheden en gevaren van het publieke leven en politieke carrières, die overeenkomt met de politieke en sociale instabiliteit van de tijd waarin hij leefde.

## Tekstedities
- Johannis Euchaitarum metropolitae quae supersunt in cod. Vaticano graeco 676 Ed. P. de Lagarde and J. Bollig. Berlin 1882 (Standard modern edition).
- Karpozilos A., The Letters of Ioannes Mauropous Metropolitan of Euchaita, Thessaloniki 1990.
- Follieri E., "The 'Living Heirmologion' in the Hymnographic Production of John Mauropus, Metropolitan of Euchaita", Studies in Eastern Chant 4 (1979) 54-75 (for references to publications of liturgical works).

- Bibsys: 90569646
- Biblioteca Nacional de España: XX1539540
- Bibliothèque nationale de France: cb12411862b (data)
- Gemeinsame Normdatei: 118712543
- International Standard Name Identifier: 0000 0000 7980 3420
- Library of Congress Control Number: n85256073
- Nationale Bibliotheek van Israël: 987007396112005171
- Nederlandse Thesaurus van Auteursnamen: 072033037
- Réseau des bibliothèques de Suisse occidentale: 02-A010000425
- Istituto Centrale per il Catalogo Unico: CFIV060009
- LIBRIS: 75132
- SNAC: w64n1f62
- Système universitaire de documentation: 069010757
- Virtual International Authority File: 100971730
- WorldCat: E39PCjxvqHwjxKTTq6c7gKkX7d